# Битка за Огоријевац
Битка за Огоријевац, вођена 24. јула 1876, била је део битке на Јавору током Првог српско-турског рата. Завршена је српском победом.

## Позадина
Након пораза српске офанзиве на Сјеницу и Нови Пазар у биткама на Калипољу и Новом Пазару (6-8. јула), српска Ибарска војска повукла се на границу, раздвојена у два дела. Главнина војске (3 бригаде прве и три бригаде друге класе под командом генерала Фрање Заха) утврдила је своје положаје на планини Јавор, док је Чачанска војска (1 бригада прве и 1 друге класе под командом пуковника Илије Чолак-Антића), која се повукла од Новог Пазара, остала у дефанзиви код Рашке. Међутим, ови положаји били су раздвојени снажно брањеним турским караулама дуж границе између Јавора и Рашке. Како би повезао српске положаје, генерал Зах наредио је 20. јула пуковнику Чолак-Антићу да са бригадом прве класе наступа дуж границе, чистећи је успут од турских трупа, и заузме Осман-пашину караулу и поседне Суви Рт и Лису, огранак планине Голије, на 3-4 км од Сјенице. Истовремено, одлучио је да упути једну бригаду да очисти целу граничну линију од Јавора до Сувог Рта (у дужини око 10-14 км) и заузме турске карауле у Васиљевићу и Дивљој Реци. Међутим, како би везао турске трупе код Сјенице и спречио их да пошаљу појачања нападнутим караулама, генерал Зах одлучио је да главнином снага изведе демонстративни напад на турска утврђења на Калипољу и Огоријевцу код Кладнице, која су бранила приступ Сјеници са севера.

## Битка

### Демонстративни напад са Јавора на Огоријевац
По плану, српска војска је 24. јула свом расположивом артиљеријом требало истовремено да бомбардује сва турска утврђења између Калипоља и Кладнице, а поподне су два рудничка батаљона друге класе имала да нападну турско утврђење на Огоријевцу, према Великом Ограђенику. Артиљеријска борба почела је у пет сати изјутра: две српске батерије (једна лака и једна мерзерска) бомбардовале су Огоријевац са Малог Ограђеника, а друга пољска батерија постављена између Великог и Малог Ограђеника бомбардовала је Огоријевац и Лесковачки вис. Калипоље је бомбардовала прва пољска батерија постављена на друму између Јавора и Кладнице, и целокупна опсадна артиљерија са српских утврђења на Јавору, док је трећа пољска батерија била у резерви. Турци су одговарали снажном артиљеријском ватром и артиљеријски двобој трајао је до подне: прва пољска батерија, која је била изложена унакрсној турској ватри са Калипоља и Кладнице, изгубила је један топ и морала се повући иза Великог Ограђеника, али је замењена трећом батеријом из резерве.
У један сат поподне, српска пешадија прешла је Смиљевачко Поље и напала прво кладничко утврђење Огоријевац, које је бранио један батаљон низама. Друга пољска батерија засула је турско утврђење ватром и олакшала српској пешадији да се примакне врло близу: међутим, када се српска пешадија испела на вис и спремила за јуриш, са леђа ју је напало једно одељење турске пешадије које је дотле било прикривено у шуми са десне стране. Српска војска је одбила њихов напад, а затим је поново кренула на јуриш и продрла у турски редут, где је почела борба бајонетима. Баш у том тренутку Турцима је стигао у помоћ још један батаљон из суседног утврђења, који је напао Србе са леђа и потиснуо их у оближњи поток, где се развила јака пушчана борба. Видевши то са оближњег виса, генерал Зах је послао у помоћ Србима још два шабачка батаљона, а од карауле у Васиљевићу, која је већ била освојена, стигло је у помоћ још 40-50 добровољаца. Нове српске снаге су напале турско појачање с леђа и потиснуле га у поток, где се развила упорна борба хладним оружјем, бајонетима и кундацима, која је трајала све до ноћи, када је мрак раздвојио борце.

#### Последице
Руднички батаљони имали су више од 130 мртвих, а поток где се водила борба био је испуњен лешевима. Артиљеријска борба трајала је до ноћи: Турци су под артиљеријском ватром напустили прву линију утврђења, али су преко ноћи поново запосели своје положаје. Тако је укупни резултат боја на Огоријевцу била само диверзија, која је везала главнину турских снага за тај положај. Међутим, за то време, друге српске снаге заузеле су турске карауле на Васиљевићу и планини Голији.

### Бој на Васиљевићу
У зору 24. јула, истовремено са нападом на Огоријевац, три батаљона српских добровољаца са 2 топа, под командом архимандрита Нићифора Дучића, и једна чета пионира напали су турску караулу на самој државној граници, у селу Васиљевићу. Турска караула састојала се од снажне камене куле са магацином и споредним зградама, ограђене каменим зидом са пушкарницама, и бранило ју је 10-12 низама наоружаних модерним пушкама снидеровачама. Иако је српска бројна надмоћ била велика, српски добровољци нерадо су јуришали на утврђење и први српски напад је одбијен. Видећи да се турска кула не може заузети на јуриш, Нићифор Дучић је поставио два топа на оближње брдо и почео да бомбардује караулу: у одговор, Турци су окренули два Крупова топа са Лесковачког виса на српске топове, али им нису могли нашкодити пошто је српску артиљерију штитило огромно дрвеће. Док је турска посада била забављена гађајући српске тобџије и кријући се од артиљеријске ватре, једно одељење добровољаца, под командом потпоручника Симе Петровића, успело је да кроз шуму кришом заобиђе кулу и нападне је са друге стране. Изненађена турска посада излетела је из куле и побегла после врло кратког отпора: на улазу у кулу Срби су сустигли рањеног турског буљубашу и одсекли му главу, коју су набили на колац пред караулом.

#### Последице
У овој чарки погинуо је један српски тобџија и један турски официр. Освојена караула одмах је опљачкана и спаљена, иако је турска артиљерија покушавала да омете Србе бомбардовањем, а поједине чете добровољаца разишле су се по околним турским селима у пљачку, терајући заробљену стоку у српски логор. Тако је заузето турско село Дивља Река, а око 40-50 добровољаца одјурило је у помоћ српским борцима на Огоријевцу, где је стигло у прави час да преокрене битку у српску корист.

### Наступање чачанске војске
Чачанска војска (1 бригада прве класе, 1 ескадрон коњице и 12 топова) под командом пуковника Илије Чолак-Антића кренула је из Рашке 22. јула. Сутрадан је напала и уништила Осман-пашину караулу на планини Голији, чији су се браниоци повукли после врло кратког отпора, и спалила оближње турско село Брњице.